# Pauls Kalniņš
Pauls Kalniņš (ur. 3 marca 1872 w Vilce w Semigalii, zm. 26 sierpnia 1945 w Lustenau w Austrii) – łotewski lekarz i polityk, marszałek Sejmu Republiki Łotewskiej I, II, III i IV kadencji (1925–1934), współzałożyciel Centralnej Rady Łotewskiej w 1943, prezydent kraju na emigracji (1944–1945).

## Życiorys
Pochodził z rodziny chłopskiej. W 1892 ukończył gimnazjum w Lipawie, później studiował medycynę na Uniwersytecie w Dorpacie. Po ukończeniu studiów praktykował jako lekarz w kurlandzkim Tukumie.
W 1900 został wydalony z Kurlandii za działalność socjalistyczną. Podjął pracę w Żagarach na Litwie. Rok później powrócił do Mitawy, gdzie poza praktyką lekarską zaangażował się w prowadzenie lokalnej komórki lewicowej.
W 1905 uczestniczył w wydarzeniach rewolucyjnych na Łotwie. Pozostawał członkiem Łotewskiej Socjaldemokratycznej Partii Robotniczej, redagował prasę lewicową (gazetę "Cīņa" – pol. "walka"), kontynuował również praktykę lekarską w Rydze.
W czasie I wojny światowej zmobilizowany do wojska rosyjskiego służył jako lekarz. W sierpniu 1917 wybrano go radnym Rady Miejskiej w Rydze. Rok później został członkiem Łotewskiej Rady Narodowej. W marcu następnego roku rząd mianował go specjalnym wysłannikiem w Niemczech (do sierpnia 1919).
Od 1920 do 1921 zastępował burmistrza Rygi. Wybrany do konstytuanty w 1920 z powodzeniem kandydował w kolejnych wyborach z lat 1922, 1925, 1928 i 1931. W marcu 1925 wybrano go na przewodniczącego Sejmu. W latach 1930 i 1933 próbował swych sił w wyborach prezydenckich, jednak w końcowych głosowaniach przegrywał z Albertsem Kviesisem ze Związku Chłopskiego. Po wycofaniu się z aktywnej polityki wrócił do praktyki lekarskiej.
Podczas II wojny światowej zaangażował się w tworzenie Łotewskiej Rady Centralnej, której wiceprzewodniczącym został jego syn Bruno. Od 1944 do 1945 pełnił obowiązki prezydenta Łotwy na emigracji.